# 頓河 (阿伯丁郡)

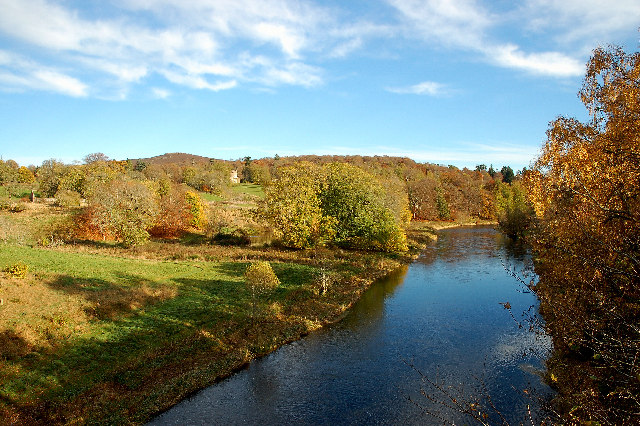
頓河

頓河（英語：River Don）是蘇格蘭東北部的一條河流，起源於格蘭扁山脈。該河流途徑阿伯丁郡，在阿伯丁注入北海。頓河在2世紀時期的文獻記錄中就已經出現。

## 外部連結
- Fishing the Fly （页面存档备份，存于）
- Fish-Wild!
- The River Don Trust （页面存档备份，存于）